# Platige Image
Platige Image ist ein polnisches Animationsstudio für Trailer, Werbespots, Filme, Fernsehserien und Ingameszenen für Videospiele.

## Geschichte
Platige Image wurde 1997 von Jarosław Sawko und Piotr Sikora in Warschau gegründet. Das Unternehmen debütierte mit VFX für das Musikvideo Niekochani von Justyna Steczkowska, das den Machiner Award gewann. Seit seiner Gründung hat Platige mit den größten polnischen und internationalen Werbeagenturen zusammengearbeitet, darunter BBDO, DDB, Gray, Havas Worldwide, JWT, Leo Burnett, Saatchi & Saatchi, PZL, Publicis und Young & Rubicam. Der erste von Platige produzierte animierte Kurzfilm The Cathedral von Tomek Bagiński wurde 2002 veröffentlicht. Der Film wurde ein Jahr später für den Oscar in der Kategorie Bester animierter Kurzfilm nominiert. 2009 beauftragte das dänische Produktionshaus Zentropa Platige Image mit visuellen Effekten für Lars von Triers Antichrist. Das Projekt führte zu einer anschließenden Zusammenarbeit bei Melancholia, dem nächsten Film des Regisseurs, der später beim Filmfestival in Cannes für die Goldene Palme nominiert wurde. Am 14. Dezember 2011 wurde Platige durch den Eintritt in die NewConnect-Börse ein börsennotiertes Unternehmen.

### Platige Image Capital Group
Die Platige Image Capital Group besteht aus:
- mniam.tv Sp. z o.o.
- Juice Sp. z o.o.
- Platige US, Inc.
- Platige Image, LLC
- Platige Films Sp. z o.o.

## Filmographie (Auswahl)
- 2007: Das Massaker von Katyn
- 2009: Antichrist
- 2009: Popieluszko. Wolnosc jest w nas
- 2009: Zero
- 2010: Essential Killing
- 2011: Melancholia
- 2012–: Misja Afganistan
- 2013: Hide Your Smiling Faces
- 2015: Hiszpanka
- 2015: Sirenengesang
- 2016: A Different Life
- 2016: Kingsglaive: Final Fantasy XV
- 2017: Wonder Woman
- 2018: Another Day of Life
- 2019–: Love, Death & Robots
- 2019–: The Witcher

## Auszeichnungen
- Oscar, 2003 Nominierung in der Kategorie Short Film (Animated) für den Film The Cathedral
- BAFTA, 2006 Gewonnen in der Kategorie Best short animated film für den Film Fallen Art
- Emmy Awards, 2009 Nominierung in der Kategorie Arts Programming für den Film Seven Gates of Jerusalem